# Angélio Paulino de Souza
Angélio Paulino de Souza, mais conhecido como Ângelo (Onça de Pitangui, 31 de maio de 1953 — Itaúna, 2 de agosto de 2007), foi um futebolista e advogado brasileiro, que atuava como meio-campista.

## Carreira
Revelado pelo Atlético Mineiro, Ângelo era integrante do elenco que conquistou o Campeonato Brasileiro de 1971, quando disputou duas partidas.
Convocado para a Seleção de Juniores no Torneio de Cannes, na França, em 1972, defendeu o Brasil também nos Jogos Olímpicos de 1972.
A pedido de Barbatana, técnico que o revelou nos juniores do Atlético, foi emprestado ao Nacional, de Manaus, que defendeu nos Campeonatos Brasileiros de 1973 e 1974.
De volta ao Atlético e mais uma vez sob o comando de Barbatana, passou a ser um dos veteranos do time vice-campeão do Campeonato Brasileiro de 1977, apesar da pouca idade, e um dos principais jogadores. Nessa final, saiu contundido no segundo tempo da prorrogação depois de sofrer uma entrada dura de Neca e logo depois ter recebido um pisão de Chicão, ambos do São Paulo.
Sofreu rupturas em quatro pontos diferentes do joelho, e imediatamente passou-se a questionar se ele voltaria a jogar, dúvida que seria sanada no dia seguinte. Por causa da operação, não pôde estar presente ao nascimento de seu filho Juliano. "É um dos casos mais graves que já atendi", explicou o médico Neilor Lasmar, que o operou. "E sei, pela característica dos ferimentos, que a entrada do Neca foi intencional. Foi o lance que mais danos fez. O segundo, do Chicão, naturalmente agravou as lesões." Os dois são-paulinos garantiam que o lance foi normal e que o pisão foi mera catimba.
Ângelo só voltaria a jogar em 12 de outubro, na vitória do Atlético por 4 a 0 sobre o Uberlândia, pelo Campeonato Mineiro, dois meses antes do originalmente previsto. Ele atuou durante os noventa minutos e recebeu vários prêmios de rádios como melhor em campo. Durante os sete meses de tratamento, dividiu os exercícios com peso e as sessões de calor com um cursinho pré-vestibular, a fim de concorrer a uma vaga num curso de Engenharia, no ano seguinte. O atleta evitou falar sobre futebol no período: "Quando eu ouvia os jogos do Atlético, ficava muito angustiado. Percebi que isso estava servindo apenas para me desanimar. Preferi cuidar apenas da minha vida particular e da minha recuperação."
Apesar de Ângelo considerar que tanto Neca como Chicão tinham sido desleais no lance, ele não queria que o clube prosseguisse com um processo contra ambos na Justiça, para não prejudicá-los. A torcida atleticana passou a odiar Chicão, mas, curiosamente, menos de dois anos depois ele seria contratado para jogar justamente ao lado do já recuperado Ângelo, que foi convocado pela diretoria para dar as boas-vindas ao volante. "Tudo já faz parte do passado", afirmou Ângelo. "Espero que Chicão seja bastante feliz aqui. Peço também à torcida do Atlético que o receba com entusiasmo e sei que ele não terá problemas com os demais companheiros.". Ângelo então abraçou Chicão e desejou boa sorte.
Ângelo deixou o clube mineiro em 25 de maio de 1980. Defendeu o Atlético em um total de 238 jogos (146 vitórias, 63 empates e 29 derrotas).
Foi para o Guarani, onde conquistaria o título da Taça de Prata do Campeonato Brasileiro de 1981.
Em 1982, atuou pelo Fluminense.
Esteve na Ponte Preta, entre 1982 e 1983, onde conquistou o vice-campeonato Paulista em 1981.
Atuou ainda pelo Santa Cruz, em 1984, e encerrou a carreira no Sport, em 1985.

## Títulos
Atlético MG
- Campeonato Brasileiro: 1971

- Campeonato Mineiro: 1976, 1978, 1979

- Taça Belo Horizonte: 1972

- Taça Minas Gerais: 1975

Nacional-AM
- Campeonato Amazonense: 1974

Guarani
- Campeonato Brasileiro - Série B: 1981[13]

## Morte
Quando morreu, de ataque cardíaco, era auxiliar técnico da equipe de juniores do Atlético.